# Strategija realne prijetnje
Strategija realne prijetnje, strategija odmazde ili  strategija odvraćanja (nazivlje pobunjenih hrvatskih Srba, odnosno general-pukovnika JNA Radovana Radinovića) je naziv vojne doktrine iz vremena agresije na Hrvatsku. Radilo se o praktičnoj primjeni terorističkih oblika djelovanja.

Formulirao ju je general-pukovnik JNA prof. dr. Radovan Radinović u Beogradu. Temeljila se na "masovnoj odmazdi po svim vitalnim objektima i ciljevima na celom hrvatskom državnom prostoru" i uključivala napade raketama zemlja-zemlja, višecijevnim bacačima raketa i dalekometnim topništvom, a predloženi ciljevi su bili Zagreb "sa infrastrukturom i industrijskim kapacitetima" ("na svega 24 km od srpskih vatrenih položaja na kordunaškom i banijskom ratištu"), "grad Karlovac kao najveća urbana celina i industrijski centar na Kordunu" 
 ("svega nekoliko kilometara od srpskih položaja"), "Sisak kao petrohemijski i metalurški centar" ("svega 6 km od prednjeg kraja srpske obrane"), itd., pri čemu je zaključak glasio: "Republika Srpska Krajina je u stanju da nanese neprihvatljive gubitke i razaranja Hrvatskoj po objektima ciljevima koji za Hrvatsku predstavljaju najviše vrednosti. Tu ponajprije mislimo na Zagreb i njegovu širu okolicu. Rušenje i razaranje Zagreba Hrvatska niti može niti sme prihvatiti."
Formaliziranjem i objavljivanjem strategije realne prijetnje 1993. godine željelo se Republiku Hrvatsku odvratiti od primjene vojne sile radi oslobađanja okupiranog područja i dovesti Hrvatsku u poziciju "dugotrajnog umiranja u agoniji", kako je to izrazio njezin kreator general Radinović.

## Primjena
Iako je formalno uvedena početkom 1993. odnosno nakon što Srbi nisu ostvarili zadane ciljeve presjecanja Hrvatske iz prve dionice rata, ona je kao vojna provedba ideje Velike Srbije bila na djelu od početka agresije na Republiku Hrvatsku. I prije njene objave masovno su korištene terorističke metode napada na civilne ciljeve i zločina nad civilnim stanovništvom. 
Strategija realne prijetnje ostvarena je raketiranjem užeg središta Zagreba nakon Medačkog džepa i Operacije Bljesak. Pri izvođenju oslobodilačke operacije Oluje, s hrvatske strane naglasak je u prvoj fazi stavljen na neutralizaciju sredstava za masovnu primjenu strategije odmazde. Ipak, srpsko topništvo gađalo je civilne ciljeve po hrvatskim gradovima kao 'odgovor' na početak Oluje.

## Hrvatske protumjere
Kao odgovor na ovu prijetnju Hrvatska je počela razvijati obavještajnu mrežu koja je kroz zračno izviđanje i druga sredstva trebala na vrijeme otkriti vatrene položaje srpskih dalekometnih raketno-topničkih sredstava, po kojima je tada u kritičnom trenutku trebalo djelovati hrvatsko zrakoplovstvo i topništvo. Također, specijalne snage HV-a počele su se uvježbavati za provođenje misija duboko unutar neprijateljskog teritorija s ciljem uništavanja raketnih kapaciteta SVK. Kao zadnja mjera, potencijalne mete ovakvih napada u Hrvatskoj, dodatno su se utvrđivale. U konačnici, većina tih elemenata uklopljena je u doktrinu hrvatskog blitzkriega, koji je svoju praktičnu primjenu doživio u Operaciji Oluja.